# محمدرضا تخشید
محمدرضا تخشید استادیار بازنشسته گروه روابط بین‌الملل و رئیس سابق دانشکده حقوق و علوم سیاسی دانشگاه تهران است. او که دوره دکتری روابط بین‌الملل را در آمریکا گذرانده‌است، از اواسط تیرماه ۱۳۹۴ ریاست دانشکده را بر عهده دارد. تخشید در دوران ریاست رضا فرجی دانا بر دانشگاه تهران (در دولت محمد خاتمی) نیز مدتی ریاست دانشکده حقوق را بر عهده داشته‌است.

## واکنش‌ها به انتصاب
گرچه تخشید داماد محمد یزدی است، رجانیوز و روزنامه کیهان به خبر انتصاب او واکنش نشان دادند و آن را «کودتای اصلاح‌طلبان» و «سیاسی‌کاری» دانستند.
سایت اصلاح‌طلب بهاران‌نیوز از انتصاب تخشید دفاع کرد و نوشت: «وی در دوره اصلاحات ریاست دانشکده حقوق و علوم سیاسی دانشگاه تهران را بر عهده داشته‌است و به خوبی از سازوکار مدیریتی این دانشکده با خبر است. در دوره ریاست او شاخص علمی دانشکده حقوق با رشد چشمگیری مواجه شد.»
صادق زیباکلام در مقاله‌ای در روزنامه شرق نوشت: «باید انتخاب دکتر تخشید را به فال نیک گرفت».

## انتساب فامیلی با محمد یزدی
محمدرضا تخشید، داماد محمد یزدی، دبیر جامعه مدرسین حوزه علمیه قم، است. در آبان ۱۳۹۷، انتشار عکسی از سوی دختر او و نوه محمد یزدی، زهرا تخشید که در نیویورک تحصیل می‌کند، در اینستاگرامش جنجال رسانه ای برپا کرد.